# Echt voor Albrandswaard
Echt voor Albrandswaard (EVA) is een lokale politieke partij in de Zuid-Hollandse gemeente Albrandswaard. Belangrijke speerpunten in het verkiezingsprogramma van 2022 zijn de woningmarkt, veiligheid en het behoud van groen in de polders.

## Geschiedenis
EVA is voortgekomen uit de Beweging Rhoon Dorp. Deze beweging was ontstaan in 2005, toen twee bewoners van Rhoon zagen dat hun woningen niet meer voorkwam in een plan voor het centrum van het dorp. Zij vroegen om opheldering bij de gemeente, waarna de gemeente een bewonersbijeenkomst organiseerde, waar meer buurtbewoners op afkwamen. Deze bewoners kregen op veel vragen geen antwoord, waarmee de basis voor de beweging was gelegd.
De omslag van beweging naar politieke partij kwam doordat enkele lokale politici, waaronder ex-CDA'er Bert Euser, zich bij de beweging aansloten. De politieke partij EVA is opgericht op 1 december 2005. De partij deed in maart 2006 voor het eerst mee aan de gemeenteraadsverkiezingen. Ze werd direct de grootste met vijf zetels, en is sindsdien altijd de grootste of een-na-grootste partij in de raad. EVA bracht de eerste periode door in de oppositie. Deze eerste jaren zocht de partij vooral naar gezamenlijke standpunten, en probeerden de fractieleden vooral hun eigen punten te verwezenlijken.
EVA kreeg bij de verkiezingen van 2010 een derde van de stemmen, waardoor de partij in de periode 2010-2014 zeven raadszetels bezette. EVA kwam na de coalitieonderhandelingen voor het eerst in het college, waarbij partijprominent Euser wethouder werd, samen met Maret Rombout. Euser trad in januari 2014 af, nadat hij in een rapport van het Bureau Integriteit Nederlandse Gemeenten (BING) werd beschuldigd van de schijn belangenverstrengeling.
Bij de verkiezingen van 2014 verloor de partij twee zetels, en ging ze weer in de oppositie. In 2015 verliet Euser na 33 jaar de gemeentelijke politiek. Eind 2015 kwam de partij weer in het college, omdat het vorige was gevallen. Maret Rombout werd wethouder namens EVA, op het gebied van sociaal domein, sport en educatie. Daarna zat EVA van 2018 tot 2022 weer in de oppositie. Sinds 2022 is Richard Polder wethouder van de partij.

## Verkiezingen
De partij heeft bij verschillende verkiezingen de volgende zetelaantallen behaald:
| Jaar | Stemmen | %   | Zetels |
| ---- | ------- | --- | ------ |
| 2006 | 2.401   | 24% | 5 / 19 |
| 2010 | 3.391   | 33% | 7 / 19 |
| 2014 | 2.342   | 23% | 5 / 21 |
| 2018 | 1.886   | 18% | 4 / 21 |
| 2022 | 2.482   | 25% | 6 / 21 |

## Uitgegeven boeken
- Euser, Bert (2007). Portland tussen droom en daad. ISBN 9789081247412.